# Bound for Glory Series
O Bound for Glory Series (ou BFG Series) é um torneio de wrestling profissional, organizado pela Total Nonstop Action Wrestling (TNA) que dura do pay per view Slammiversary até o No Surrender, e dá ao campeão uma chance pelo TNA World Heavyweight Championship no evento principal no Bound for Glory. Este é o maior torneio de wrestling da TNA com regras especiais. O torneio teve início em 2011 e teve como vencedor Bobby Roode, que enfrentou Kurt Angle no evento principal do Bound for Glory de 2011, saindo derrotado. Em 2012, o vencedor foi Jeff Hardy que enfrentou e derrotou o até então campeão Austin Aries. O vencedor de 2013, A.J. Styles, também conseguiu se tornar campeão mundial dos pesos-pesados da TNA ao derrotar Bully Ray no evento principal na edição de 2013 do Bound for Glory.

## Conceito
O Bound for Glory Series consiste em uma série de lutas entre 12 participantes durante um período de três meses. Durante a primeira fase, as lutas acontecem no Impact Wrestling, programa semanal da TNA, em eventos não televisionados e também no pay per view Hardcore Justice. Cada luta dá aos participantes um determinado número de pontos, dependendo de como o participante conseguiu a vitória. Vitórias por pinfall dão 7 pontos; vitória por submissão, 10 pontos; vitória por contagem, 5 pontos e se a luta acabar em empate, cada lutador recebe 2 pontos. Mas se o lutador for desqualificado de uma luta, ele automaticamente perderá 10 pontos. Existem também combates especiais, onde o número de pontos é geralmente maior que o de costume. No primeiro primeiro Impact Wrestling do mês de setembro a primeira fase se encerra e os quatro lutadores com maior pontuação avançam as semifinais e finais, que ocorrem no No Surrender.

## 2011
Na edição de 16 de junho de 2011, do Impact Wrestling, a TNA anunciou um torneio de 12 lutadores para determinar o desafiante ao TNA World Heavyweight Championship em outubro no Bound for Glory. Os 12 lutadores se enfrentaram em lutas em pay-per-views, na televisão e em eventos não televisionados e receberam pontos baseado em seu desempenho, com uma vitória por submissão dando ao lutador 10 pontos, uma vitória por pinfall 7, uma vitória por contagem 5, uma vitória desqualificação 3 e um empate dois pontos, enquanto se desqualificado vai custar ao lutador 10 pontos. Um especial Ladder Match no dia 21 de julho na edição do Impact Wrestling também concedeu 10 pontos para o vencedor. Os quatro melhores lutadores se enfrentaram na final do torneio em setembro no No Surrender, onde Bully Ray derrotou James Storm por desqualificação, enquanto Bobby Roode venceu Gunner por finalização, dando a ambos 52 pontos com a criação de uma luta de desempate entre os dois. Na luta, Roode derrotou Ray via pinfall para vencer o torneio.

### Classificação final
| Classificação Final |                 |        |       |
| Pos.                | Lutador         | Pontos | Lutas |
| 1º                  | Bobby Roode     | 59     | 16    |
| 2º                  | Bully Ray       | 52     | 16    |
| 3º                  | Gunner          | 42     | 20    |
| 4º                  | Rob Van Dam     | 35     | 13    |
| 5º                  | James Storm     | 30     | 13    |
| 6º                  | A.J. Styles     | 24     | 11    |
| 7º                  | Scott Steiner   | 21     | 10    |
| 8º                  | Samoa Joe       | -10    | 10    |
| 9º                  | Crimson         | 50     | 101   |
| 10º                 | Devon           | 30     | 151   |
| 11º                 | Matt Morgan     | 24     | 52    |
| 12º                 | D'Angelo Dinero | 17     | 171   |

     Lutadores classificados as semi-finais do torneio      Lutadores eliminados do torneio      Vencedor do torneio
1 Devon, Dinero e Crimson tsairam do torneio, depois de sofrer lesões (kayfabe) nas mãos de Samoa Joe nas edições de 18 e 25 de Agosto do  Impact Wrestling.
2 Morgan foi forçado a retirar-se do torneio no dia 28 de julho na edição o Impact Wrestling, depois de romper seu músculo do peitoral.

## 2012
Em 14 de junho de 2012, no episódio do Impact Wrestling, a TNA começou a segunda Bound for Glory Series para determinar o desafiante para o TNA World Heavyweight Championship em outubro no Bound for Glory. Assim como no ano anterior, o torneio incluiu 12 lutadores, que seriam se enfrentaram em luts em pay-per-views, na televisão e em eventos não televisionados e seria dado pontos baseado em seu desempenho, com uma vitória por submissão 10 pontos, uma vitória por pinfall 7, uma vitória por contagem 5, uma vitória por desqualificação 3 e um empate 2 pontos, enquanto que uma desqualificação vai custar um lutador de 10 pontos. A luta de abertura foi uma Luta gauntlet no episódio de 14 de junho do Impact Wrestling e cedeu 20 pontos para o vencedor. Da mesma forma, duas Lutas 4-Way e uma Lutas 3-Way disputada entre os participantes no Hardcore Justice deu 20 pontos para os três vencedores. Originalmente, todos as lutas do torneio tinha um limite de tempo de dez minutos, mas em 28 de junho o limite foi aumentado para 15 minutos. No entanto, em 16 de agosto no episódio do Impact Wrestling, o prazo foi ignorado sem explicação para uma luta entre A.J. Styles e Christopher Daniels, que durou 16 minutos e 50 segundos. Ao contrário do ano anterior, em 2012 os lutadores do torneio se enfrentaram apenas uma vez em Lutas individuais (sem contar as lutas multi-especiais entre os lutadores). Como Mr. Anderson havia sido desafiado pelo TNA World Heavyweight  Championship em vez de tomar parte na luta de abertura, ele terminou o torneio com um combate a menos do que os outros concorrentes. A primeira parte do torneio foi encerrado em 6 de setembro, enquanto as finais ocorreram em 9 de setembro no No Surrender.

### Classificação Final da Primeira Fase
| Classificação Final da Primeira Fase |                     |        |       |
| Pos.                                 | Lutador             | Pontos | Lutas |
| 1º                                   | James Storm         | 73     | 13    |
| 2º                                   | Samoa Joe           | 68     | 13    |
| 3º                                   | Bully Ray           | 62     | 13    |
| 4º                                   | Jeff Hardy          | 59     | 13    |
| 5º                                   | Rob Van Dam         | 55     | 13    |
| 6º                                   | A.J. Styles         | 50     | 13    |
| 7º                                   | Kurt Angle          | 48     | 13    |
| 8º                                   | Mr. Anderson        | 47     | 12    |
| 9º                                   | Christopher Daniels | 33     | 13    |
| 10º                                  | Magnus              | 28     | 13    |
| 11º                                  | Robbie E            | 12     | 13    |
| 12º                                  | D'Angelo Dinero     | 7      | 91    |

     Lutadores classificados as semi-finais do torneio      Lutadores eliminados do torneio      Vencedor do torneio
1Dinero foi obrigado a abandonar o torneio após sofrer uma séria lesão (kayfabe) no ombro no Hardcore Justice depois de um ataque do grupo Aces & 8s.

### Segunda Fase
|  | Semifinais  | Semifinais  | Semifinais  |            |       | Final     | Final | Final |  |
|  |             |             |             |            |       |           |       |       |  |
|  | 09/09       | James Storm | 13:54       |            |       |           |       |       |  |
|  | 09/09       | James Storm | 13:54       |            |       |           |       |       |  |
|  | Orlando, FL | Bully Ray   | Pin         |            |       |           |       |       |  |
|  | Orlando, FL | Bully Ray   | Pin         |            | 09/09 | Bully Ray | 12:23 |       |  |
|  |             |             |             |            | 09/09 | Bully Ray | 12:23 |       |  |
|  |             |             | Orlando, FL | Jeff Hardy | Pin   |           |       |       |  |
|  | 09/09       | Samoa Joe   | Orlando, FL | Jeff Hardy | Pin   | 12:34     |       |       |  |
|  | 09/09       | Samoa Joe   |             |            |       | 12:34     |       |       |  |
|  | Orlando, FL | Jeff Hardy  | Pin         |            |       | Final     | Final | Final |  |
|  | Orlando, FL | Jeff Hardy  | Pin         |            |       |           |       |       |  |
|  |             |             |             |            |       |           |       |       |  |
|  |             |             |             |            |       |           |       |       |  |
|  |             |             |             |            |       |           |       |       |  |
|  |             |             |             |            |       |           |       |       |  |

## 2013
Na edição de 6 de junho de 2013 do Impact Wrestling, TNA anunciou um torneio entre doze para determinar o desafiante número um ao TNA World Heavyweight Championship em outubro, no Bound for Glory. Os doze homens se enfrentaram em lutas em pay-per-views, nos programas de televisão da TNA e em eventos não televisionados, recebendo pontos baseado em seu desempenho. Uma vitória por submissão dando ao lutador 10 pontos, uma vitória por pinfall 7 pontos, uma vitória por contagem 5, uma vitória por desqualificação 3 e um empate 2 pontos, enquanto uma derrota por desqualificação vai custar ao lutador 10 pontos. O prazo para os combates aumentou para 15 minutos em 2013.
No Slammiversary XI, Jay Bradley derrotou Sam Shaw para garantir uma das vagas no torneio. Na semana seguinte, duas lutas de qualificação ocorreram. Hernandez derrotou Chavo Guerrero e Samoa Joe derrotou Robbie E. No Impact Wrestling de 13 de junho, outras cinco lutas de qualificação ocorreram. Joseph Park derrotou Crimson; Magnus derrotou Matt Morgan, Kenny King e Rob Terry; Christopher Daniels e Kazarian derrotaram James Storm e Gunner; Austin Aries derrotou Eric Young; Mr. Anderson foi o vencedor de uma luta battle royal entre os membros dos Aces & Eights e A.J. Styles derrotou Kurt Angle para garantirem suas vagas no Bound for Glory Series de 2013, além de Jeff Hardy e Bobby Roode, que estavam automaticamente classificados, devido serem os dois últimos vencedores. As lutas para pontuação começaram na semana seguinte, terminado em 5 de setembro. As semifinais e final ocorreram uma semana mais tarde, no Impact Wrestling: No Surrender em 12 de setembro.

### Classificação final da primeira fase
| Classificação Final da Primeira Fase |                     |        |       |
| Pos.                                 | Lutador             | Pontos | Lutas |
| 1º                                   | A.J. Styles         | 49     | 9     |
| 2º                                   | Magnus              | 39     | 7     |
| 3º                                   | Austin Aries        | 35     | 8     |
| 4º                                   | Bobby Roode         | 34     | 9     |
| 5º                                   | Jeff Hardy          | 31     | 8     |
| 6º                                   | Christopher Daniels | 30     | 7     |
| 7º                                   | Kazarian            | 29     | 7     |
| 8º                                   | Samoa Joe           | 26     | 9     |
| 9º                                   | Mr. Anderson        | 24     | 9     |
| 10º                                  | Joseph Park         | 17     | 7     |
| 11º                                  | Hernandez           | 7      | 7     |
| 11º                                  | Jay Bradley         | 7      | 7     |

     Lutadores classificados as semi-finais do torneio      Vencedor do torneio

### Segunda Fase
|  | Semifinais    | Semifinais   | Semifinais    |        |       | Final      | Final | Final |  |
|  |               |              |               |        |       |            |       |       |  |
|  | 12/09         | A.J Styles   | Pin           |        |       |            |       |       |  |
|  | 12/09         | A.J Styles   | Pin           |        |       |            |       |       |  |
|  | St. Louis, MO | Austin Aries | 14:37         |        |       |            |       |       |  |
|  | St. Louis, MO | Austin Aries | 14:37         |        | 12/09 | A.J Styles | Pin   |       |  |
|  |               |              |               |        | 12/09 | A.J Styles | Pin   |       |  |
|  |               |              | St. Louis, MO | Magnus | 15:08 |            |       |       |  |
|  | 12/09         | Magnus       | St. Louis, MO | Magnus | 15:08 | Pin        |       |       |  |
|  | 12/09         | Magnus       |               |        |       | Pin        |       |       |  |
|  | St. Louis, MO | Bobby Roode  | 06:55         |        |       | Final      | Final | Final |  |
|  | St. Louis, MO | Bobby Roode  | 06:55         |        |       |            |       |       |  |
|  |               |              |               |        |       |            |       |       |  |
|  |               |              |               |        |       |            |       |       |  |
|  |               |              |               |        |       |            |       |       |  |
|  |               |              |               |        |       |            |       |       |  |